# Lijst van rijksmonumenten in Waspik
De plaats Waspik telt 30 inschrijvingen in het rijksmonumentenregister. Hieronder een overzicht.
| Object | Oorspronkelijke functie?  | Bouwjaar                   | Architect    | Locatie                   | Coördinaten?                  | Nr.?   | Afbeelding |
| --- | ------------------------- | -------------------------- | ------------ | ------------------------- | ----------------------------- | ------ | --- |
| Boerderij van het Langstraatse type, met aan de voorzijde een tuitgevel met trappen en toppilaster; zes- en vierdelige schuiframen. Rieten zadeldak, aan de achterzijde afgewolfd                                                                                | Boerderij                 | begin 19e eeuw             |              | Benedenkerkstraat 73      | 51° 41' 8" NB, 4° 56' 4" OL   | 38336  | Boerderij van het Langstraatse type, met aan de voorzijde een tuitgevel met trappen en toppilaster; zes- en vierdelige schuiframen. Rieten zadeldak, aan de achterzijde afgewolfd                                                                    |
| Boerderij van het Langstraatse type, met aan de voorzijde een door trappen en een toppilaster bekroonde tuitgevel; in de verdieping zesdelige schuiframen. De ingang versierd met pilasters en een kroonlijst op klossen. Zadeldak met pannen belegd             | Boerderij                 | begin 19e eeuw             |              | Benedenkerkstraat 85      | 51° 41' 10" NB, 4° 55' 57" OL | 38337  | Boerderij van het Langstraatse type, met aan de voorzijde een door trappen en een toppilaster bekroonde tuitgevel; in de verdieping zesdelige schuiframen. De ingang versierd met pilasters en een kroonlijst op klossen. Zadeldak met pannen belegd |
| Boerderij van het Langstraatse type, met aan de voorzijde een tuitgevel, bekroond door een toppilaster; de ingang versierd met pilasters en een kroonlijst. Aan de achterzijde afgewolfd zadeldak, belegd met pannen                                             | Boerderij                 | begin 19e eeuw             |              | Benedenkerkstraat 92      | 51° 41' 11" NB, 4° 55' 52" OL | 38338  | Meer afbeeldingen |
| Hervormde kerk | Kerk en kerkonderdeel     | midden 15e eeuw            |              | Raadhuisstraat 17         | 51° 41' 17" NB, 4° 56' 48" OL | 38339  | Meer afbeeldingen |
| R.K. Kerk Sint-Bartholomeus- en Barbarakerk | Kerk en kerkonderdeel     | 1837-1841                  | E. de Kruyff | Raadhuisstraat 35         | 51° 41' 13" NB, 4° 56' 45" OL | 38340  | Meer afbeeldingen |
| Huis onder schilddak en met lijstgevel waarvan de bovenhoeken ingezwenkt zijn. Ingang met kroonlijst op voluutvormige consoles. Acht- en zesdelige schuiframen                                                                                                   | Woonhuis                  | eerste helft 19e eeuw      |              | 't Vaartje 3              | 51° 41' 21" NB, 4° 56' 46" OL | 38341  | Meer afbeeldingen |
| Boerderij van het Langstraatse type, met topgevel bekroond door trappen en een pilaster; ramen met kleine roedenverdeling | Boerderij                 | eind 18e of begin 19e eeuw |              | 't Vaartje 14             | 51° 41' 21" NB, 4° 56' 52" OL | 38342  | Boerderij van het Langstraatse type, met topgevel bekroond door trappen en een pilaster; ramen met kleine roedenverdeling |
| Huis met aan de achterzijde een topgevel en aan de voorzijde onder een schilddak een lijstgevel met ingezwenkte bovenhoeken. Ingang met kroonlijst op voluutvormige consoles. Zesdelige schuiframen                                                              | Boerderij                 | eerste helft 19e eeuw      |              | 't Vaartje 5              | 51° 41' 21" NB, 4° 56' 48" OL | 38343  | Meer afbeeldingen |
| Boerderij van het Langstraatse type, met aan de voorzijde een tuitgevel, bekroond door trappen en een toppilaster. Zesdelige schuiframen en luiken. De stal met afgewolfd rieten dak                                                                             | Boerderij                 | begin 19e eeuw             |              | 't Vaartje 112            | 51° 41' 25" NB, 4° 57' 44" OL | 38344  | Boerderij van het Langstraatse type, met aan de voorzijde een tuitgevel, bekroond door trappen en een toppilaster. Zesdelige schuiframen en luiken. De stal met afgewolfd rieten dak                                                                 |
| Boerderij van het Langstraatse type, waarvan het woonhuis naar links uitgebreid met een dwarspand en naar rechts met een vooruitspringende uitbouw; schuur met dwarspand. Alles gedekt met rieten wolf- en zadeldaken. Ten dele ramen met kleine roedenverdeling | Boerderij                 | 18e-19e eeuw               |              | Vrouwkensvaartsestraat 9  | 51° 40' 40" NB, 4° 57' 54" OL | 38345  | Meer afbeeldingen |
| Boerderij van het Langstraatse type, met aan de voorzijde een tuitgevel, bekroond door een toppilaster. Aan de achterzijde een dwarspand. Ramen met kleine roedenverdeling. Rieten dak. Achter de boerderij een vrijstaande bakstenen schuur                     | Boerderij                 | begin 19e eeuw             |              | Vrouwkensvaartsestraat 25 | 51° 40' 34" NB, 4° 57' 58" OL | 38347  | Meer afbeeldingen |
| Boerderij van het Langstraatse type; de woning naar links met een dwarspand uitgebreid. Achter aan de stal een dwarspand. Rieten wolf- en zadeldaken. Ramen met kleine roedenverdeling en luiken                                                                 | Boerderij                 | 18e-19e eeuw               |              | Vrouwkensvaartsestraat 14 | 51° 40' 40" NB, 4° 57' 52" OL | 38348  | Meer afbeeldingen |
| Boerderij van het Langstraatse type, met rieten wolfdak | Boerderij                 | 1609 (gevelsteen)          |              | Vrouwkensvaartsestraat 20 | 51° 40' 38" NB, 4° 57' 52" OL | 38349  | Meer afbeeldingen |
| Boerderij van het Langstraatse type, met tuitgevel bekroond, door drie trappen. In de top een rond venster | Boerderij                 |                            |              | Vrouwkensvaartsestraat 28 | 51° 40' 35" NB, 4° 57' 55" OL | 38350  | Upload foto |
| Complex Carmelietenklooster: hoofdgebouw | Klooster, kloosteronderdl | 1925-1927                  | P. Donders   | Carmelietenstraat 58      | 51° 40' 35" NB, 4° 57' 36" OL | 521832 | Complex Carmelietenklooster: hoofdgebouw |
| Complex Carmelietenklooster: Lourdesgrot | Klooster, kloosteronderdl | 1925-1927                  |              | Carmelietenstraat 58      | 51° 40' 35" NB, 4° 57' 36" OL | 521833 | Complex Carmelietenklooster: Lourdesgrot |
| Woonhuis met schoenfabriek | Woonhuis                  | ca. 1870                   |              | 't Vaartje 19             | 51° 41' 22" NB, 4° 56' 51" OL | 521835 | Upload foto |
| Complex Vaartje 19: tweelaags schoenfabriek | Industrie                 | ca. 1920                   |              | 't Vaartje 19             | 51° 41' 22" NB, 4° 56' 51" OL | 521836 | Meer afbeeldingen |
| Dienstwoning behorend bij een voormalige hooiperserij | Dienstwoning              | 1779                       |              | 't Vaartje 29             | 51° 41' 26" NB, 4° 57' 47" OL | 521838 | Upload foto |
| Complex Vaartje 29 | Boerderij                 | 1779                       |              | 't Vaartje 31             | 51° 41' 27" NB, 4° 57' 48" OL | 521839 | Upload foto |
| Woonhuis met elementen van chaletstijl, met aangebouwde serre | Woonhuis                  | 1905                       |              | Benedenkerkstraat 87      | 51° 41' 10" NB, 4° 55' 56" OL | 521869 | Upload foto |
| Voormalige leerlooierij | Nijverheid                | 1850-1900                  |              | 't Vaartje 32A            | 51° 41' 20" NB, 4° 56' 57" OL | 521870 | Upload foto |
| Voormalige leerlooierij | Nijverheid                | 1850-1900                  |              | 't Vaartje 58             | 51° 41' 22" NB, 4° 57' 11" OL | 521872 | Upload foto |
| Voormalige spoorbrug, thans fietsbrug | Brug                      | ca. 1885                   |              | Afwateringskanaal (bij)   | 51° 40' 14" NB, 5° 1' 45" OL  | 521876 | Meer afbeeldingen |
| Voormalige leerlooierij, thans opslagruimte | Nijverheid                | 1875-1900                  |              | 't Vaartje 9a             | 51° 41' 22" NB, 4° 56' 49" OL | 521877 | Meer afbeeldingen |
| Betonnen keermuur | Waterkering en -doorlaat  | ca. 1930                   |              | t. Vaartje (bij)          | 51° 41' 21" NB, 4° 57' 9" OL  | 521878 | Upload foto |
| Complex Carmelietenklooster: Parochiekerk | Kerk en kerkonderdeel     | 1925-1927                  | P. Donders   | Carmelietenstraat 58      | 51° 40' 35" NB, 4° 57' 36" OL | 525768 | Meer afbeeldingen |
| Heilig Hartbeeld | Gedenkteken               | 1925-1927                  |              | Carmelietenstraat 58      | 51° 40' 34" NB, 4° 57' 37" OL | 525772 | Meer afbeeldingen |
| Voormalig woon- en bedrijfspand (voorheen leerlooierij) met ingezwenkte lijstgevel | Boerderij                 | 1868                       |              | Benedenkerkstraat 103     | 51° 41' 11" NB, 4° 55' 48" OL | 526648 | Meer afbeeldingen |
| Langstraatboerderij | Boerderij                 | 1825-1850                  |              | Kerkstraat 3              | 51° 41' 12" NB, 4° 56' 44" OL | 526649 | Langstraatboerderij |